# Le Trust, ou les Batailles de l'argent
Le Trust, ou les Batailles de l'argent è un cortometraggio muto del 1911 diretto da Louis Feuillade
Fa parte di La Vie telle qu'elle est (o Scènes de La Vie telle qu'elle est), una serie di film realizzati da Feuillade tra il 1911 e il 1913, film il cui scopo era quello di illustrare una morale e di emozionare il pubblico.

## Produzione
Il film fu prodotto dalla Société des Etablissements L. Gaumont

## Distribuzione
Distribuito dalla Société des Etablissements L. Gaumont, uscì nelle sale cinematografiche francesi il 10 novembre 1911.
È conosciuto anche con il titolo breve Le Trust o con quello internazionale, in inglese, Trust.